# Piera Tizzoni
Piera Tizzoni (Torino, 14 febbraio 1940) è un'ex lunghista e velocista italiana.
Fu due volte campionessa italiana assoluta del salto in lungo e quattro volte della staffetta 4×100 metri tra il 1955 e il 1960. Nel 1960 prese parte ai Giochi olimpici di Roma dove arrivò quinta nella staffetta 4×100 metri con Letizia Bertoni, Sandra Valenti e Giuseppina Leone, mentre non superò le fasi di qualificazione nel salto in lungo.

## Palmarès
| Anno | Manifestazione  | Sede | Evento                | Risultato     | Prestazione | Note |
| ---- | --------------- | ---- | --------------------- | ------------- | ----------- | ---- |
| 1960 | Giochi olimpici | Roma | Salto in lungo        | elim. qualif. | 5,65 m      |      |
| 1960 | Giochi olimpici | Roma | Staffetta 4×100 metri | 5ª            | 45"80       |      |

## Campionati nazionali
- 2 volte campionessa italiana assoluta del salto in lungo (1959, 1960)
- 4 volte campionessa italiana assoluta della staffetta 4×100 metri (1955, 1956, 1958, 1959)

1955
- Oro ai campionati italiani assoluti di atletica leggera, staffetta 4×100 metri - 48"7

1956
- Oro ai campionati italiani assoluti di atletica leggera, staffetta 4×100 metri - 48"3

1958
- Oro ai campionati italiani assoluti di atletica leggera, staffetta 4×100 metri - 48"0

1959
- Oro ai campionati italiani assoluti di atletica leggera, salto in lungo - 5,60 m
- Oro ai campionati italiani assoluti di atletica leggera, staffetta 4×100 metri - 47"9

1960
- Oro ai campionati italiani assoluti di atletica leggera, salto in lungo - 5,78 m